# Brucepattersonius griserufescens
Brucepattersonius griserufescens е вид гризач от семейство Хомякови (Cricetidae).

## Разпространение и местообитание
Този вид е разпространен в Бразилия.
Обитава гористи местности и храсталаци в райони със субтропичен климат.